# Надольна-Кольонія
Надольна-Кольонія (пол. Nadolna-Kolonia) — село в Польщі, у гміні Дмосін Бжезінського повіту Лодзинського воєводства.
Населення — 159 осіб (2011).
У 1975-1998 роках село належало до Скерневицького воєводства.

## Демографія
Демографічна структура станом на 31 березня 2011 року:
|          | Загалом | Допрацездатний вік | Працездатний вік | Постпрацездатний вік |
| -------- | ------- | ------------------ | ---------------- | -------------------- |
| Чоловіки | 81      | 12                 | 59               | 10                   |
| Жінки    | 78      | 17                 | 40               | 21                   |
| Разом    | 159     | 29                 | 99               | 31                   |